# Agapi sta 16
Agapi sta 16 è un film del 2004 diretto da Kostas Haralambous.

## Trama
Grecia, anni '80. La quindicenne Antigoni si è da poco trasferita con la sua famiglia nel villaggio dove abitano Alexis e i suoi amici. Il ragazzo, affascinato dal suo temperamento rivoluzionario, si innamora subito di lei.

## Location
Il film è stato girato nella città di Levidi, nel Peloponneso, in Grecia.